# Pentacicola echinatus
Pentacicola echinatus är en insektsart som beskrevs av Sadao Takagi 1993. Pentacicola echinatus ingår i släktet Pentacicola och familjen pansarsköldlöss. Inga underarter finns listade i Catalogue of Life.